# Selenogyrus aureus
Selenogyrus aureus là một loài nhện trong họ Theraphosidae.
Loài này thuộc chi Selenogyrus. Selenogyrus aureus được Mary Agard Pocock miêu tả năm 1897.